# Staurothyreus
Staurothyreus is een geslacht van vliesvleugeligen uit de familie Pteromalidae. De wetenschappelijke naam van dit geslacht is voor het eerst geldig gepubliceerd in 1956 door Graham.

## Soorten
Het geslacht Staurothyreus is monotypisch en omvat slechts de volgende soort:
- Staurothyreus cruciger Graham, 1956